# Abell 194
Abell 194 è un ammasso di galassie situato nella costellazione della Balena. Conta all'incirca 100 membri, e le galassie più luminose fanno parte del Gruppo di NGC 545.

## Oggetto di Minkowski

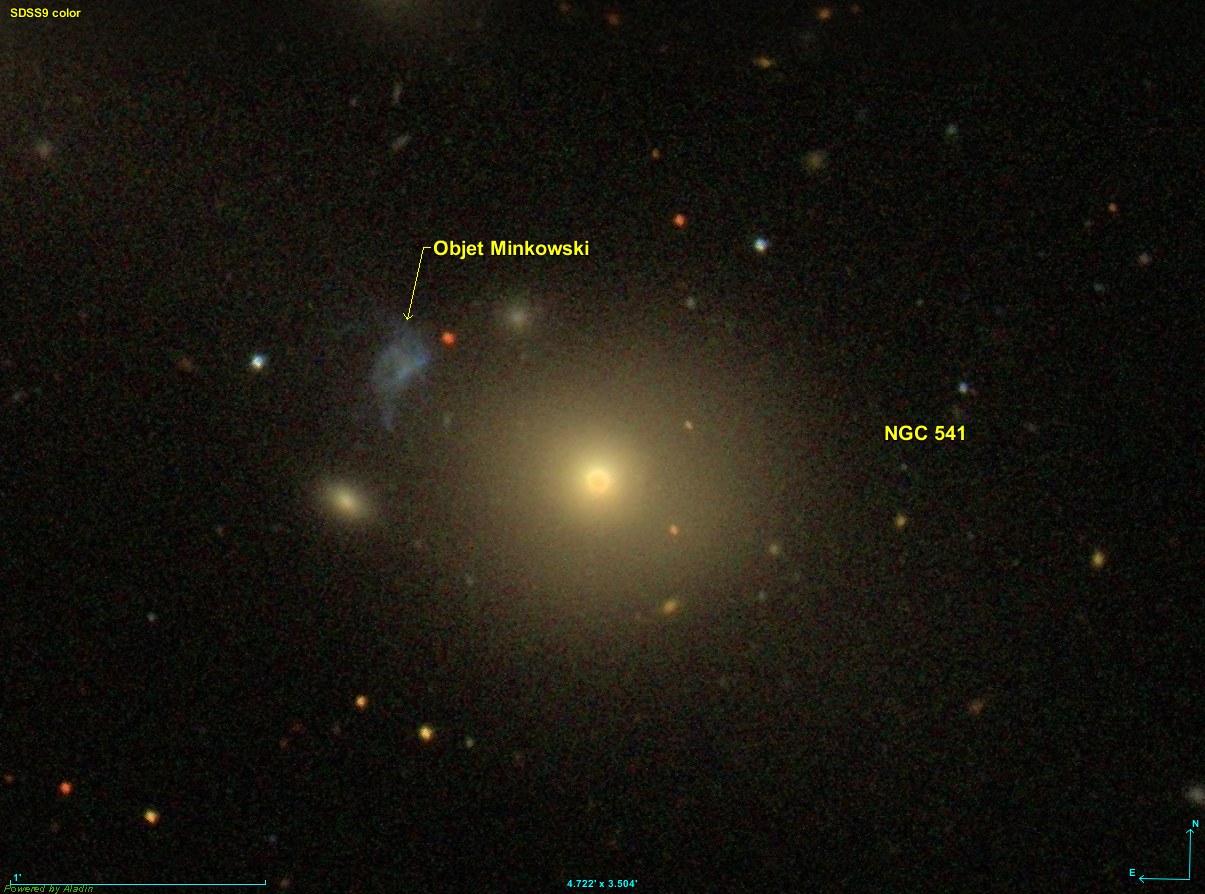
L'incubatoio stellare conosciuto come "oggetto di Minkowski".

Circa 45 arcosecondi a nordest di NGC 541 (ARP 133), è presente una galassia nana irregolare nota come "oggetto di Minkowski". L'oggetto si trova sul percorso di un getto di materia emesso da NGC 541 e ci sono forti evidenze che il getto abbia innescato un intenso centro di formazione stellare. A valle dell'oggetto di Minkowski si trova una regione H I, cioè una nube interstellare costituita da idrogeno neutro monoatomico, avente una massa pari a 4,9×108 M⊙ che attraversa il getto nel punto in cui esso cambia di direzione.
Nell'oggetto di Minkowski sono state rilevate almeno una ventina di ammassi stellari associati a regioni H II. La popolazione stellare è dominata dalle stelle formatesi in un singolo evento avvenuto 7,5 milioni di anni fa. L'attuale tasso di formazione stellare è di 0,52 masse solari all'anno. È stato proposto che l'oggetto di Minkowski fosse una galassia nana che ha attraversato il getto radio emesso da NGC 541, ma sembra più probabile che la regione H I fosse costituita da gas caldo che è stato raffreddato dal getto, innescando la formazione stellare, secondo un modello che è stato riprodotto da simulazioni computerizzate.